# میرون مرژانوف
میرون مرژانوف (ارمنی: Միրոն Մերժանով؛ روسی: Мирон Иванович Мержанов, Меран Оганесович Мержанянц؛ زاده ۲۳ سپتامبر ۱۸۹۵ – درگذشته ۱ دسامبر ۱۹۷۵) مهندس، و معمار اهل ارمنستان بود. وی بین سال‌های تا میلادی فعالیت می‌کرد. معمار شخصی ژوزف استالین در بین سال‌های ۱۹۴۱-۱۹۳۳ بود.

## زندگی‌نامه
وی با نام اصلی میهران هوهانسی مروژانیانتس(ارمنی: Միհրան Հովհաննեսի Մերուժանյանց) در ۲۳ سپتامبر ۱۸۹۵ در ناخیجوان-نا-دونو به دنیا آمد و از دانشگاه دولتی معماری و مهندسی عمران سن پترزبورگ فارغ‌التحصیل شد.  وی در ۱ دسامبر ۱۹۷۵ در سن ۸۰ سالگی در مسکو درگذشت.

## آثار
ساختمان‌های عمومی در منطقه دریای سیاه، کراسنویارسک و کامسامولسک بر آمور از جمله آسایشگاه وروشیلوف و آسایشگاه دزرژینسکی در سوچی، کونتسوو داچا.